# ارنو امالریک
ارنو امالریک (لاتین: Arnoldus Amalricus; ۱ ژانویهٔ ۱۱۶۰ – ۱ ژانویهٔ ۱۲۲۵) کشیش کاتولیک اهل فرانسه بود که نقش بزرگی در جنگ صلیبی کاتاری داشت.